# Bernard Lavigne (1894-1926)
Ne doit pas être confondu avec Bernard Lavigne (1954-2019).

a Compétitions nationales et continentales officielles uniquement.

b Matchs officiels uniquement.
Bernard Lavigne, également désigné sous les noms de Jean Lavigne et Jean-Justin Lavigne, né le 27 mars 1894 à Lévignacq et mort le 1er juin 1926 dans la même ville, est un joueur français de rugby à XV qui évolue au poste de centre. International français, il joue entre autres au sein de l'effectif du club français de l'US Dax.

## Biographie
Lavigne est né le 27 mars 1894 à Lévignacq, dans les Landes, au domiciles de ses parents au village de Piré. Ses parents sont Bernard Lavigne, cultivateur âgé de 30 ans et Justine Lageste, 21 ans, cultivatrice.
Il commence la pratique du rugby à XV au sein de l'équipe étudiante des Boutons d'or, au lycée Victor-Duruy de Mont-de-Marsan. Il rejoint plus tard le club de l'Union sportive dacquoise en tant que centre, au début de la Première Guerre mondiale. Alors qu'il devient rapidement un des cadres de l'équipe, il quitte les Landes au soir d'une rencontre jouée contre le Biarritz olympique en mars 1915, pour rejoindre le front avec le 49e régiment d'infanterie de Bayonne.
Au retour du conflit, il réintègre l'US Dax à partir de la saison 1919-1920,. Le 21 décembre 1919, il est l'un des artisans de la victoire 3 à 0 contre l'Aviron bayonnais en finale du championnat de Côte basque de 1re série. Après cette prestation, le 31 janvier 1920, Lavigne connaît sa première cape internationale en équipe de France de rugby à XV dans le cadre du Tournoi des Cinq Nations, pour l'édition 1920 contre l'Angleterre au stade de Twickenham, ; il était initialement appelé dans le groupe des remplaçants mais dispute finalement la rencontre. Cette sélection fait de lui le second représentant du club dacquois sous le maillot tricolore, en même temps qu'Abel Guichemerre. Quinze jours plus tard, il est à nouveau sélectionné, cette fois contre le pays de Galles au stade de Colombes,.
En parallèle de la fin de ses études de vétérinaire, il quitte les Landes et rejoint le Stade toulousain à partir de la saison 1920-1921. Entre-temps, il est appelé à trois nouvelles reprises sous le maillot de l'équipe de France, mais uniquement en tant que remplaçant.
Il reste à Toulouse la saison suivante, cette fois au sein du Toulouse olympique, avant de rentrer dans les Landes et d'évoluer sous le maillot de l'AS Soustons.
Âgé de 32 ans, il meurt après avoir contracté une maladie dans l'exercice de sa fonction de vétérinaire,.

## Palmarès
- Championnat de Côte basque de 1re série :
  - Champion : 1919 avec l'US Dax.